# Stade Renato-Dall'Ara
Le stade Renato-Dall'Ara (en italien Stadio Renato Dall'Ara) est un stade de football basé à Bologne en Italie.
C'est le stade du Bologne FC. Sa capacité est de 38 279 places.

## Histoire
La construction débuta en 1925 et fut achevée en 1927. Le stade fut inauguré le 29 mai 1927 par un match entre l'équipe d'Italie et l'équipe d'Espagne (2-0 pour l'Italie). Portant d'abord le nom de Stadio Littoriale, il fut rebaptisé Stadio Communale après la chute du régime fasciste.
En 1983, le stade changea à nouveau de nom. Il fut baptisé Stadio Renato Dall'Ara en hommage à celui qui fut pendant près de trente ans le président de Bologne.
En 1989, le stade fut rénové en vue d'accueillir la Coupe du monde de football 1990.
Le 28 octobre 1995, le stade a accueilli un match de rugby entre l'Italie et les All Blacks de Nouvelle-Zélande (6 – 70).

## Événements
- Demi-finale aller de la Coupe d'Europe centrale, 10 juillet 1932
- Coupe du monde de football 1934
- Finale retour de la Coupe d'Europe centrale, 9 septembre 1934
- Finale retour de la Coupe Mitropa, 4 avril 1962
- Finale de la Coupe d'Italie de football, 10 juin 1970
- Finale aller de la Coupe de la ligue anglo-italienne, 2 septembre 1970
- Superbowl italiano VI, 5 juillet 1986
- Coupe du monde de football 1990
- Golden Gala, 18 juillet 1990
- Finale aller de la Coupe Intertoto 1998, 11 août 1998
- Concerts de Vasco Rossi (Vasco.08 Live), 19 et 20 septembre 2008